# 데이비드 롭
데이비드 롭(David Robb, 1947년 8월 23일 ~ )은 영국의 배우 배우이다.
런던에서 태어났다.

## 출연 작품
- 새크리파이스 (2016년)
- 시간에서 시간으로 (2009년)
- 영 빅토리아 (2009년)
- 샤프의 위험 (2008년)
- 피터 셀러스의 삶과 죽음 (2004년)
- 보물섬 (2001년) - 라이브지 역
- 스탈리온 (1997년)
- 리제너레이션 (1997년)
- 스윙 재즈 (1993년)
- 블랙 라이온 (1993년)
- 야망을 위한 음모 (1992년)
- 더 디시버스 (1988년)
- 리쯔에서 온 사나이 (1988년)
- 캐주얼티 (1986년)
- 잊혀진 영웅 와렌버그 (1985년)
- 더 빌 (1984년)
- 폼페이 최후의 날 (1984년)
- 폭풍의 언덕 (1978년)
- 포 페더스 (1978, The Four Feathers)
- 캡틴 클럽 (1975년)
- 크라운 코트 (1972년)

### 텔레비전
- 다운튼 애비 (2010-15)